# 国立环境研究所
国立环境研究所（日语：／，簡稱國環研），是日本国立研究开发法人国立研究开发机构之一，位于日本茨城縣筑波市小野川。

## 概述
國立環境研究所位於茨城縣筑波市，由5座建築群組成，總體以混凝土結構作為統一的設計，並在興建時考量環保問題，除在於施工時於內部栽種赤松外，亦透過調節池塘的排水保護自然環境。

## 历史
日本政府為解決公害問題，於1971年7月成立環境廳，1974年3月附設國立公害研究所（国立公害研究所）。
- 1990年7月全面改組，更名為國立環境研究所，自因應公害議題轉為研究全球環境和其他環保問題。
- 2001年1月中央省廳再編，环境廳改組為环境省并於同年4月设立獨立行政法人國立環境研究所。[2]
- 2015年4月，更名國立研究開發法人國立環境研究所。[2]
- 2016年4月开设福島支部[3]
- 2017年4月在滋贺县琵琶湖环境科学研究中心（日语：滋賀県琵琶湖環境科学研究センター）设立琵琶湖分所（琵琶湖分室）[4]

目前国立环境研究所由八个研究中心组成，每一个中心又细分成更多的部门，不同的部门负责它们所特长的专业。八个中心负责在八个不同的领域进行研究，开展与这些领域相关的项目。

## 爭議
2014年3月31日，國立環境研究所一名研究員被發現造假論文，後被研究所追究「不當行為」的責任而停職（實際為解聘），並未對該事件做出回應，除該研究員外，筑波大學各有一名教授和講師一被認定在此案中犯有不當行為，在其主動提出辭職後分別受到停職6個月及解聘的處分。